# 阿布哈茲總理
阿布哈茲总理是阿布哈茲共和国的政府首脑，阿布哈茲共和国是在格鲁吉亚之西未被国际普遍承认的国家。阿布哈茲于1995年开始设立总理一职。
| 序号         | 姓名 （生卒）                     | 任期           | 任期           | 政党               | 政党 |
| 序号         | 姓名 （生卒）                     | 就任           | 離任           | 政党               | 政党 |
| 阿布哈茲總理 | 阿布哈茲總理                      | 阿布哈茲總理   | 阿布哈茲總理   | 阿布哈茲總理       |      |
| ------------ | --------------------------------- | -------------- | -------------- | ------------------ | ---- |
| 1            | 根纳季·加古利亚 （1948－2018）    | 1995年1月      | 1997年4月29日  | 無黨籍             |      |
| 2            | 謝爾蓋·巴加普什 （1949－2011）    | 1997年4月29日  | 1999年12月     | 無黨籍             |      |
| 3            | 维亚切斯拉夫·楚格巴 （1944－）    | 1999年12月30日 | 2001年5月30日  | 無黨籍             |      |
| 4            | 安里·傑爾格尼亞 （1941－2020）    | 2001年6月7日   | 2002年11月29日 | 無黨籍             |      |
| (1)          | 根纳季·加古利亚 （1948－2018）    | 2002年11月29日 | 2003年4月8日   | 無黨籍             |      |
| 5            | 劳尔·哈津巴 （1958－）            | 2003年4月22日  | 2004年10月6日  | 無黨籍             |      |
| 6            | 诺达尔·哈什巴 （1951－）          | 2004年10月6日  | 2005年2月14日  | 统一阿布哈兹       |      |
| 7            | 亚历山大·安克瓦布 （1952－）      | 2005年2月14日  | 2010年2月13日  | 復興               |      |
| 8            | 谢尔盖·尚巴 （1951－）            | 2010年2月13日  | 2011年9月27日  | 阿布哈兹社会民主党 |      |
| 9            | 列昂尼德·拉克爾巴亞 （1947－）    | 2011年9月27日  | 2014年6月2日   | 復興               |      |
| —            | 弗拉基米尔·杰尔巴 （1974－） 代理 | 2014年6月2日   | 2014年9月29日  | 無黨籍             |      |
| 10           | 别斯兰·布特巴 （1960－）          | 2014年9月29日  | 2015年3月17日  | 阿布哈兹经济发展党 |      |
| —            | 沙米利·阿曾巴 （1970－） 代理     | 2015年3月17日  | 2015年3月20日  | 無黨籍             |      |
| 11           | 阿爾圖爾·米克瓦比亞 （1949－）    | 2015年3月20日  | 2016年7月26日  | 统一阿布哈兹       |      |
| —            | 沙米利·阿曾巴 （1970－） 代理     | 2016年7月26日  | 2016年8月5日   | 無黨籍             |      |
| 12           | 別斯蘭·巴爾齊茨 （1978－）        | 2016年8月5日   | 2018年4月25日  | 無黨籍             |      |
| (1)          | 根纳季·加古利亚 （1948－2018）    | 2018年4月25日  | 2018年9月8日   | 無黨籍             |      |
| —            | 達斡爾·阿爾什巴 （1962－） 代理   | 2018年9月8日   | 2018年9月18日  | 無黨籍             |      |
| 13           | 瓦列里·布甘巴 （1953－）          | 2018年9月18日  | 2020年4月23日  | 無黨籍             |      |
| (7)          | 亚历山大·安克瓦布 （1952－）      | 2020年4月23日  | 2024年11月18日 | 復興               |      |
| —            | 瓦列里·布甘巴 （1953－） 代理     | 2024年11月18日 | 2025年3月3日   | 無黨籍             |      |
| 14           | 弗拉基米尔·杰尔巴 （1974－）      | 2025年3月3日   |                | 無黨籍             |      |